# Dôme de Chasseforêt
De Dôme de Chasseforêt is een 3586 meter hoge berg in het Franse departement Savoie. De berg behoort tot de Vanoise, deel van de Grajische Alpen. De Dôme de Chasseforêt heeft een eerder afgeronde top (dôme) en maakt deel uit van de zogeheten "dômes de la Vanoise", een serie afgeronde toppen op het uitgestrekte gletsjerplateau van de Glaciers de la Vanoise. Het plateau kent nog verschillende andere afgeronde toppen zoals de Dôme de l'Arpont en de Dôme des Nants.